# Có một ông lão sống với vợ mình
Có một ông lão sống với vợ mình (tiếng Nga: Жил старик со своею старушкой) là một truyện ngắn nhà văn Fazil Iskander, xuất bản lần đầu năm 1997.
Tác phẩm được cho là có sự mô phỏng Chuyện ông lão đánh cá và con cá vàng nhưng đã có sự cách tân theo xu hướng hiện đại.

## Nội dung
Ở Chegem, một bà lão nông dân có chồng vừa chết. Trong thời gian chiến tranh ông bị thương và mất một bên chân. Từ đó tới lúc chết ông đi bằng nạng. Nhưng ngay cả khi phải đi nạng ông vẫn tiếp tục làm việc và vẫn là một chủ nhà hiếu khách, như thời trước chiến tranh. Trong các buổi liên hoan, giỗ Tết, ông uống rượu không thua kém bất cứ ai, và sau mỗi lần như vậy, trên đường về nhà, đôi nạng của ông cứ như thể đang bay. Không một ai biết được ông say hay ông tỉnh, là vì cả khi tỉnh lẫn lúc say bao giờ ông cũng vui vẻ.
Thế rồi ông chết. Người ta chôn cất ông trọng thể. Cả làng tới khóc ông. Nhiều người từ các làng khác cũng tới viếng ông. Ông là người dễ chịu thế đấy. Và bà vợ già của ông rất đau buồn...

### Nhân vật
- Ông lão
- Bà lão

## Đánh giá
Cả nhân vật và người đọc đều như chếnh choáng trong men say của tình yêu con người và cuộc đời, người ta quên cả tuổi già và cái chết, hay cái chết cũng là một lý do để yêu đời hơn.